# Augusto Costa
Augusto Costa foi um político brasileiro do estado de Minas Gerais. Foi deputado estadual em Minas Gerais pelo PSD de 1947 a 1951.
Foi reeleito para a 2ª Legislatura (1951 - 1955), também pelo PSD. Nessa Legislatura, foi substituído por Levindo Ozanan Coelho, nos períodos de 22/2 a 23/4/1952, de 26/4 a 24/11/1952 e a partir de 15/6/1953, quando renunciou, para tomar posse como Presidente da Caixa Econômica Estadual.